# Birkenholz
Als Birkenholz wird das Holz zweier Arten der Birken (Gattung Betula), der Hänge-Birke (Betula pendula) und der Moor-Birke (Betula pubescens), bezeichnet, die als Nutzhölzer verwendet werden. Die ebenfalls in Mitteleuropa heimischen Arten Strauch-Birke (Betula humilis) und Zwerg-Birke (Betula nana) haben aufgrund ihrer geringen Größe holzwirtschaftlich keine Bedeutung.
Beide Birkenarten haben nur geringe Ansprüche an die Bodenbeschaffenheit, die Hänge-Birke wächst sogar auf ärmsten und trockensten Böden, was ihr auch den Namen Sand-Birke eingebracht hat. Die Moor-Birke wächst auch auf stark sauren und staunassen Bruchwaldböden und Mooren. Es sind mittelgroße Bäume, die Höhen zwischen 20 und 30 Metern erreichen können, bei Stammdurchmessern von 50 bis 70 Zentimetern, selten auch bis 100 Zentimeter. Sie erreicht ein Höchstalter von 100 bis 120 Jahren, das Höhenwachstum ist etwa mit 60 Jahren beendet.
In Deutschland hat die Birke als Nutzholz nur eine geringe Bedeutung. In den skandinavischen und baltischen Ländern und in Russland spielt sie aber eine wichtige Rolle. Verarbeitet wird Birke hauptsächlich als Schälfurnier und zu Sperrholzplatten. Vollholz und gemesserte Furniere werden zur Herstellung von Möbeln verwendet. Als Brennholz wird Birkenholz nur in sehr geringen Mengen und dabei überwiegend im Hausbrand eingesetzt.
Nach DIN EN 13556 ist das Kurzzeichen für Hänge-Birke und Moor-Birke „BTXX“.

## Aussehen
Birken sind Splintholzbäume und bilden meist keinen Farbkern aus, Splintholz und Kernholz haben die gleiche Farbe. Das Holz ist hell, gelblichweiß, rötlichweiß bis hellbräunlich gefärbt und glänzt leicht seidig. Im Alter kann ein gelblich-rötlicher bis brauner Falschkern ausgebildet werden. Die Jahresringe sind durch schmale Spätholzstreifen deutlich ausgeprägt. Das Holz weist nur wenige, kleine bis mittelgroße, zerstreutporig angeordnete Gefäße auf. Charakteristisch für Birkenholz ist das Auftreten von rötlichbraunen Markflecken.
Die Hänge-Birke weist zwei Wuchsbesonderheiten auf, die als besonders wertvoll gelten:
- Die Flammenbirke oder Eisbirke zeigt eine flammenartige, oft auch als eisblumenartig beschriebene Zeichnung auf, die durch besonders unruhige Maserung entsteht. Bei der Maserung der Birke handelt es sich um kleine Rindeneinschlüsse, die die flammenartige Zeichnung ergeben. Die Flammenzeichnung ist genetisch bedingt und kann durch vegetative Vermehrung und durch Kreuzung auf neue Generationen weitergegeben werden.
- Die Braunmaserbildung entsteht durch Rindeneinschlüsse, die durch eine Virusinfektion ausgelöst werden.

## Eigenschaften
Die Hölzer von Hänge-Birke und Moor-Birke sind sehr ähnlich. Die Moor-Birke hat ein etwas feinfaserigeres, schwereres und zäheres Holz. Das Birkenholz ist mit einer Rohdichte von 650 kg/m3 bei einer Holzfeuchte von 12 bis 15 % ein mittelschweres bis schweres Holz, jedoch eher weich. Es wird daher manchmal zu den Weichlaubhölzern gezählt, wie etwa Pappel oder Linde, doch ist ihr Holz deutlich härter. Das Holz ist zäh und elastisch und weist eine mittlere Bruchfestigkeit auf. Es ist wenig witterungsfest und auch unter Wasser wenig haltbar. Birkenholz ist schwer spaltbar.
Birkenholz kann sowohl maschinell als auch händisch gut bearbeitet werden, was sich besonders beim Schälen, Messern, Profilieren, Drechseln und Schnitzen zeigt. Gehobelte Flächen werden glatt, das Holz lässt sich auch gut biegen, aber nur schwer spalten. Die Oberflächen können gut gebeizt und poliert werden, die Behandlung mit Lacken ist problemlos, nur bei der Behandlung mit Polyesterlacken kann es Verzögerungen beim Trocknen geben. Nägel und Schrauben halten gut, das Verleimen kann aber Probleme bereiten.

## Verwendung
Birkenholz wird als Rundholz, Schnittholz, als gemesserte oder geschälte Furniere und als Sperrholz angeboten. In Deutschland hat die Birke als Nutzholz im Vergleich zu anderen Arten nur geringe, in Russland, den baltischen und skandinavischen Ländern aber eine große Bedeutung, in Finnland zum Beispiel ähnlich der Buche in Deutschland. Birke wird hauptsächlich als Schälfurnier und zu Sperrholzplatten verarbeitet, weiters als Vollholz und als gemessertes Furnier zur Herstellung von Möbeln eingesetzt. Neben schlichter Ware werden für Wohnmöbel besonders gerne geflammte und gemaserte Furniere verwendet. Es eignet sich auch zur Imitation von wertvolleren Holzsorten wie Nussbaum, Kirschbaum oder Mahagoni und wird auch zur Herstellung von Parkettböden verwendet.
Birke wird gerne zum Drechseln gebraucht, manchmal auch zum Holzschnitzen. Als Spezialholz wird sie zur Herstellung von Speeren und Diskusscheiben eingesetzt. Im Musikinstrumentenbau werden die Hammerstiele von Klavieren aus Birke gefertigt, aber auch Böden und Zargen preiswerter Gitarren. Birkenholz wird in der Kupfer-Raffinerie in der Reduktionsphase verwendet. Da es geruchlos ist, werden aus Birkenholz Lebensmittelfässer gefertigt, zum Beispiel Heringstonnen. Aus Birke wird ein hochwertiger Zellstoff hergestellt und zu Papier, Pappe und zu Chemiefasern weiterverarbeitet.
Früher wurde Birke häufiger eingesetzt, so etwa in der Wagnerei, im Waggon- und Fahrzeugbau. Im Flugzeugbau wurden zwischen den Weltkriegen und im Segelflugzeugbau bis heute vor allem leichte aber hoch beanspruchte Flugzeugteile aus wasserfest verleimtem Birkensperrholz gefertigt. Dieses sog. „Flugzeugsperrholz“ ist in Dicken von 0,6–5 mm erhältlich.
Auch Skier und Schlittenkufen wurden aus Birkenholz hergestellt. Die hölzernen Nähgarnrollen wurden beinahe nur aus Birkenholz gefertigt, da Birke das einzige Holz ist, bei dem eine am Rand der Spule zum Festklemmen des Fadens eingeschnittene Kerbe nicht springt. Weitere Sonderverwendungen waren die Herstellung von Holznägeln, Werkzeugstielen, Wäscheklammern, Zündhölzern und Holzschuhen. Früher waren bei Burschenschaftern „Birkenmaier“ beliebt, birkene Bierkrüge, bei denen die Rinde nicht abgehobelt wurde.
Birkenholz ist auch ein ausgezeichnetes Brennholz und besonders als Kaminholz beliebt. Mit einem Brennwert von 1900 kWh/rm hat es gute Brenneigenschaften. Aufgrund seiner hohen Rohdichte wird eine Lagerzeit von ca. 1,5 Jahren empfohlen. Getrocknetes Birkenholz brennt relativ schnell bei schöner bläulicher Flamme. Da es fast ohne Funkenflug verbrennt und aufgrund seiner ätherischen Öle einen angenehmen Duft entfaltet, ist es auch sehr gut für den offenen Kamin geeignet. Die Birkenrinde wird außerdem als Anzünder genutzt.

## Nachweise